# Norra Haga järnvägsstation

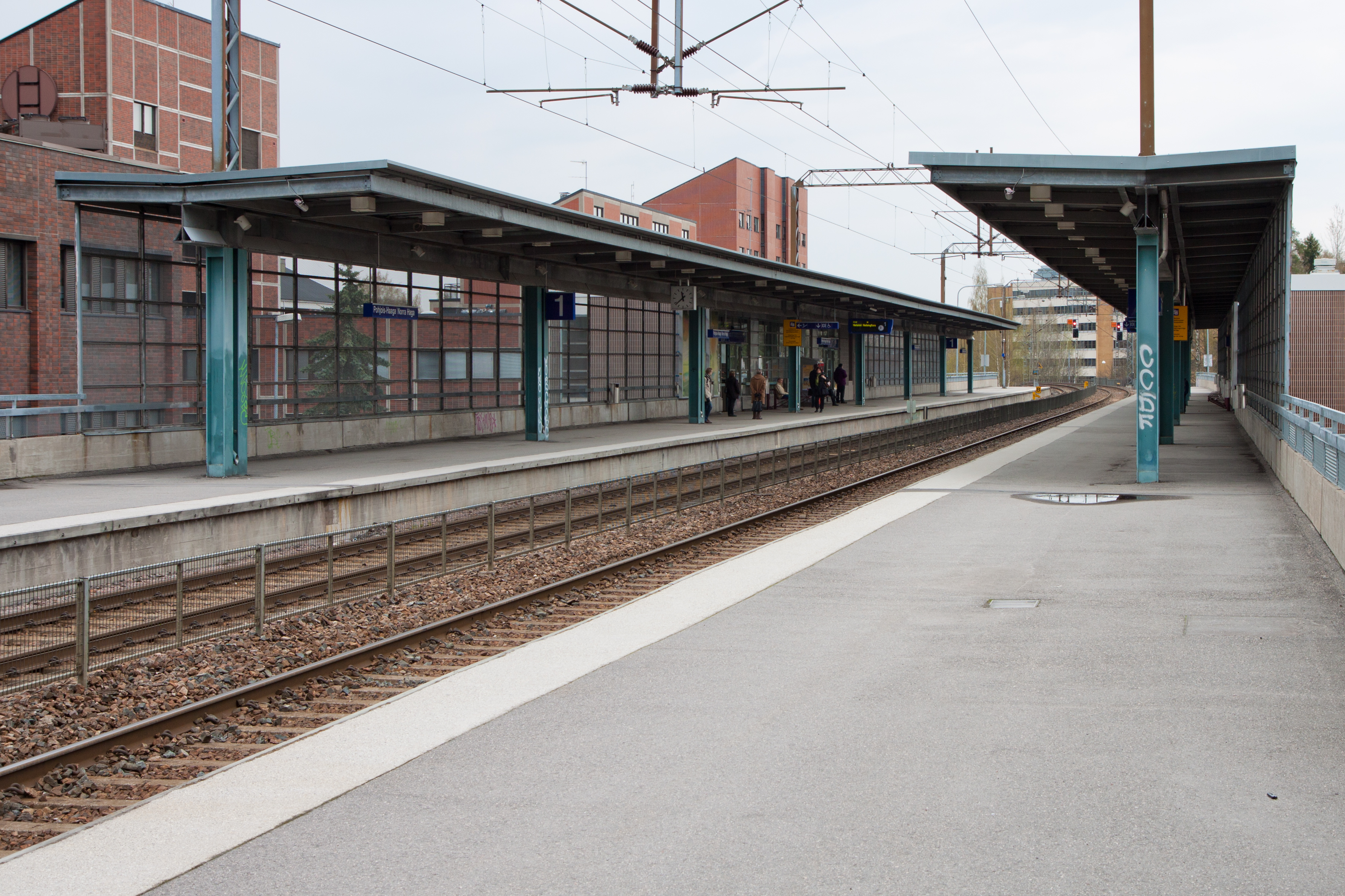
Perrongerna

Norra Haga järnvägsstation (Poh, finska Pohjois-Haagan rautatieasema) är en järnvägsstation på Vandaforsbanan i Helsingfors i stadsdelen Norra Haga.
Stationen ligger mellan Hoplax och Gamlas. Avståndet från Helsingfors järnvägsstation är cirka 8 kilometer. Vid stationen stannar Ringbanans tåg I och P.

## Galleri

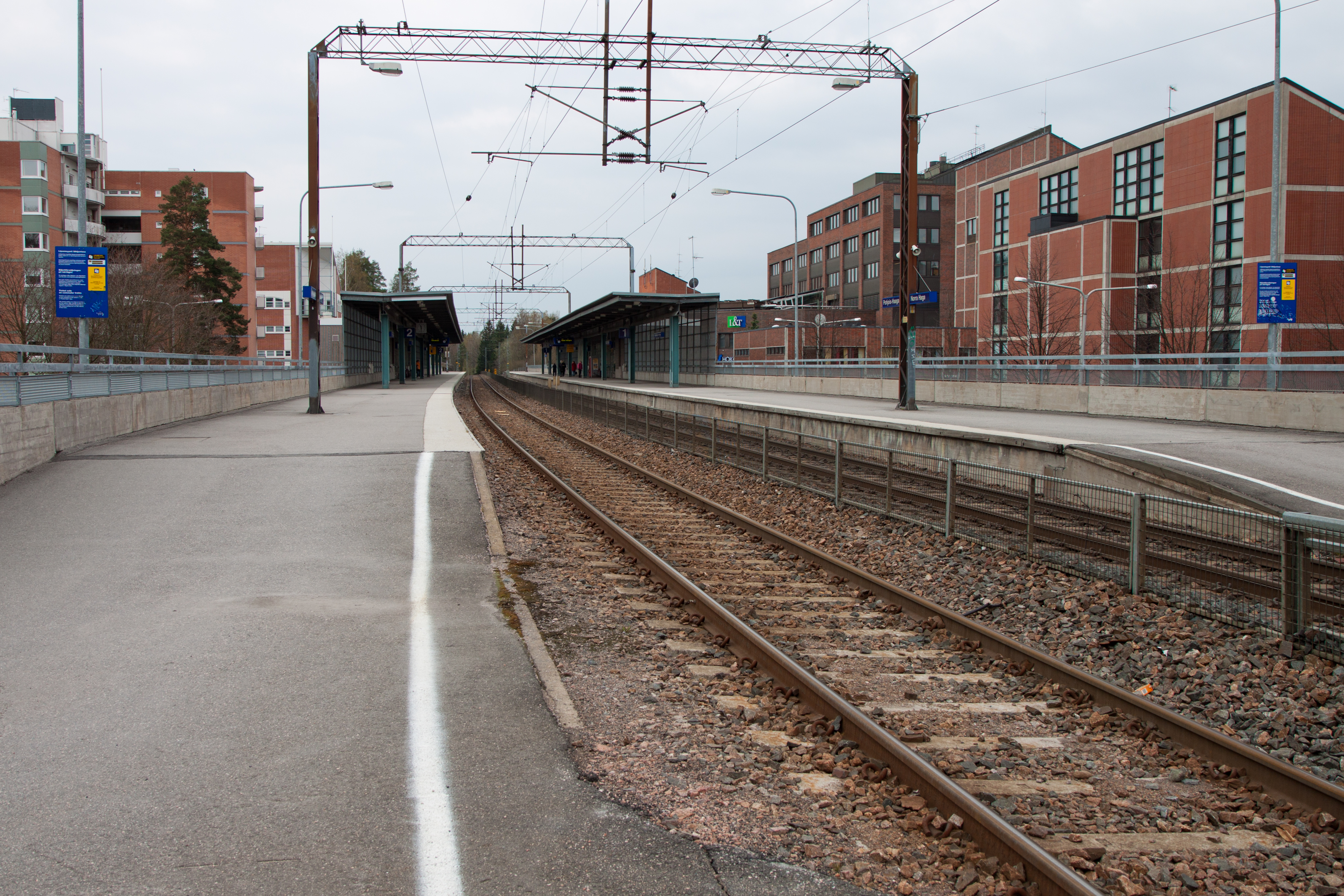
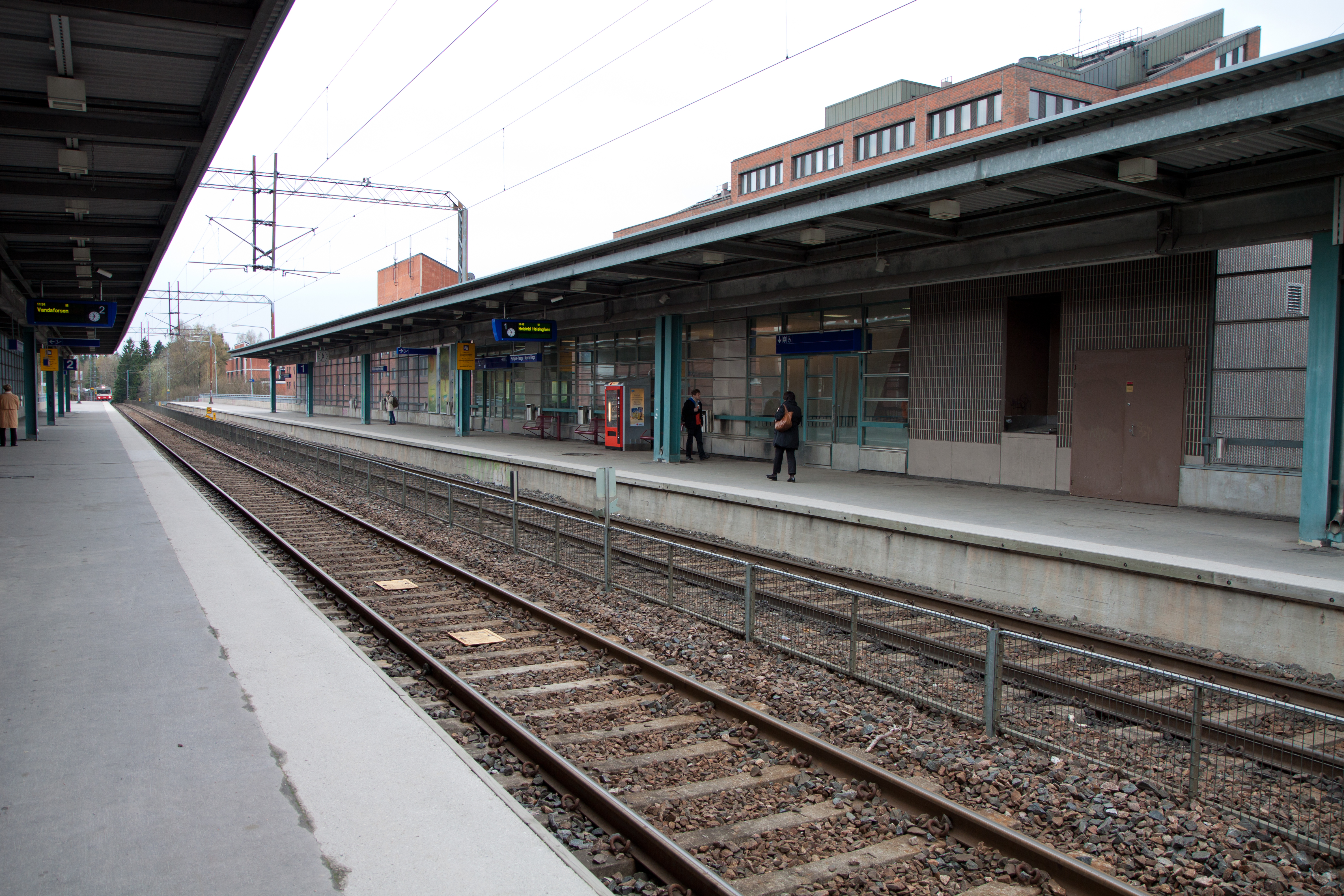
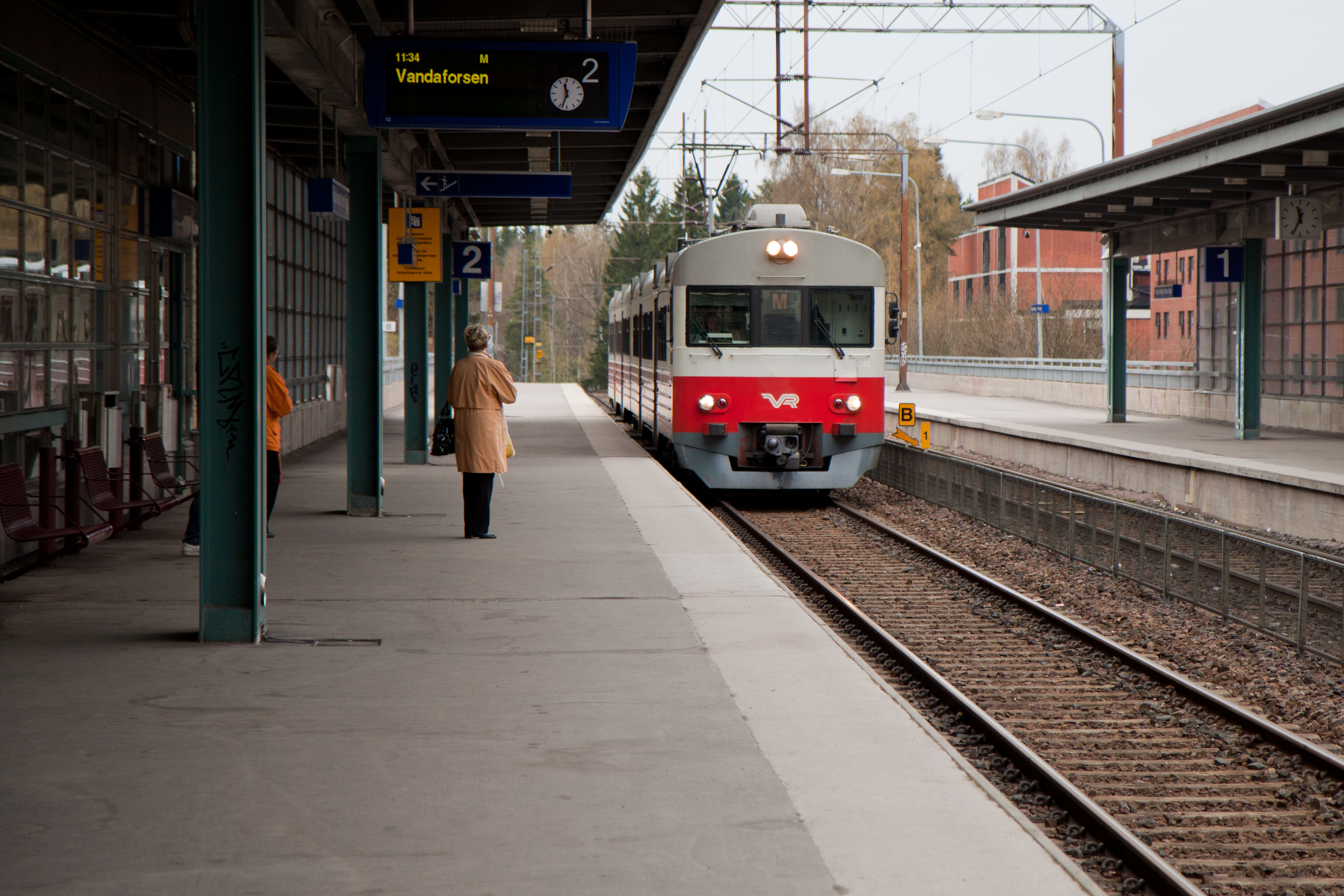
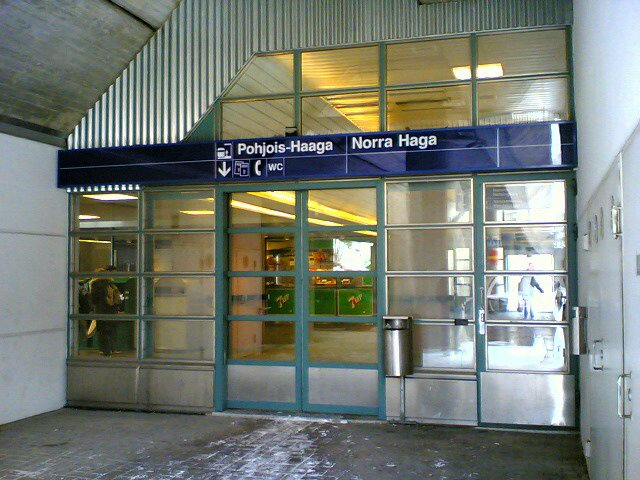
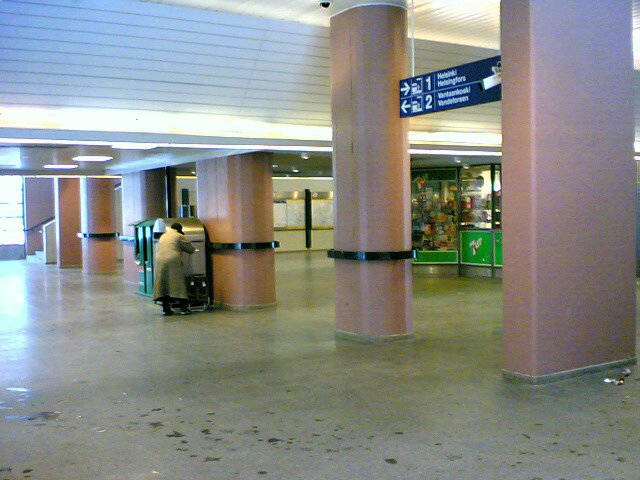